# Hide and Seek (The Birthday Massacre)
Hide and Seek è il quinto album discografico in studio del gruppo rock canadese The Birthday Massacre, pubblicato nel 2012.

## Tracce
1. Leaving Tonight – 3:29
2. Down – 3:47
3. Play with Fire – 3:47
4. Need – 3:31
5. Calling – 3:31
6. Alibis – 3:28
7. One Promise – 3:56
8. In This Moment – 4:33
9. Cover My Eyes – 3:21
10. The Long Way Home – 2:16

## Formazione
- Chibi - voce
- Rainbow - chitarra
- Falcore - chitarra
- Rhim - batteria
- Owen - tastiere
- Nate Manor - batteria